# Comité Colbert
Pour les articles homonymes, voir Colbert.
Le comité Colbert est une association et un lobby fondé en 1954 à l’initiative de Jean-Jacques Guerlain.
Quatorze secteurs d’activité y sont représentés.

## Historique
Lucien Lelong et le parfumeur Jean-Jacques Guerlain préparent la fondation du comité Colbert dès 1947, année du New Look.
Le comité regroupe, en 1954, 15 membres. Il compte, en 2022, 117 membres, 96 maisons de luxe et 17 institutions culturelles auxquelles s’ajoutent 6 membres européens.
Le comité Colbert porte le nom d’une figure de l’Histoire française, Jean-Baptiste Colbert.

## Organisation
Cette association, régie par la loi de 1901, a pour membres des maisons de luxe et des institutions culturelles.
Depuis mars 2020, Bénédicte Epinay est la déléguée générale du comité Colbert et met en œuvre sa stratégie avec l’équipe permanente de l’association. Elle est le porte-parole du comité Colbert.
Depuis juin 2022, Laurent Boillot (Hennessy) est le président.
Le siège social est situé à Paris, rue de La Baume.

### Europe
Le comité Colbert est à l'initiative du lobby européen l'Alliance européenne des industries créatives et culturelles (ECCIA - European, Cultural and Creative Industries Alliance).
Depuis 2011, des entreprises européennes sont intégrées au comité Colbert, à la suite d'une modification de statuts : Delvaux (Belgique), Dr Irena Eris (Pologne), Moser (République tchèque), Herend (Hongrie), Zolotas (Grèce) et Riedel (Autriche).

## Missions
Le comité compte plusieurs commissions, dont éthique et nouveaux membres, anticipation et prospective, influence et politiques publiques, rayonnement international, développement durable, savoir-faire et création,,,. 
Il est fréquemment présenté comme le lobby français du secteur du luxe,.

### Contrefaçon
La lutte contre les contrefaçons constitue une mission importante du comité Colbert. Depuis 1995, le comité Colbert s'est associé avec la douane française pour lutter contre l'importation de contrefaçons, notamment à travers des campagnes d'affichage.
Le comité Colbert est à l'initiative de la création en 1995 du Comité national anti-contrefaçon ou CNAC, une structure originale qui regroupe pouvoirs publics et entreprises privées.

## Présidence
| Président                            | Entreprise           | Début     | Fin       | Durée (ans) |
| ------------------------------------ | -------------------- | --------- | --------- | ----------- |
| Jean-Jacques Guerlain (1906-2007)    | Guerlain             | 1954      | 1988      | 34          |
| Jean-Louis Dumas (1938-2010)         | Hermès               | juin 1988 | juin 1991 | 3           |
| Alain Boucheron                      | Boucheron            | juin 1991 | juin 1994 | 3           |
| Dominique Hériard Dubreuil (n. 1948) | Rémy Martin          | juin 1994 | juin 1998 | 4           |
| Rémi Krug (n. 1942)                  | Champagne Krug       | juin 1998 | juin 2002 | 4           |
| Olivier Mellerio (n. 1945)           | Mellerio dits Meller | juin 2002 | juin 2006 | 4           |
| Françoise Montenay                   | Chanel               | juin 2006 | juin 2012 | 6           |
| Michel Bernardaud (n. 1957)          | Bernardaud           | juin 2012 | juin 2016 | 4           |
| Guillaume de Seynes (n. 1957)        | Hermès               | juin 2016 | juin 2022 | 6           |
| Laurent Boillot (n. 1964)            | Hennessy             | juin 2022 |           |             |

## Membres du comité Colbert

### Maisons
Le comité Colbert rassemble 95 maisons,,.
| Secteur                                                                   | Entreprise                         | Année d'adhésion | Année de création |
| ------------------------------------------------------------------------- | ---------------------------------- | ---------------- | ----------------- |
| Architecture                                                              | Atelier Mériguet-Carrère           | 2020             | 1991-             |
| Architecture                                                              | Liaigre                            | 2015             | 2009              |
| Éditions                                                                  | Citadelles & Mazenod               | 2024             | 1936              |
| Éditions                                                                  | Diane de Selliers                  | 2009             | 1992              |
| Éditions                                                                  | Flammarion Beaux Livres            | 1992             | 1875              |
| Cosmétiques Fragrances                                                    | Guerlain                           | 1954             | 1828              |
| Cosmétiques Fragrances                                                    | Éditions de parfums Frédéric Malle | 2006             | 2000              |
| Cosmétiques Fragrances                                                    | Francis Kurkdjian                  | 2015             | 2009              |
| Cosmétiques Fragrances                                                    | Lancôme                            | 1992             | 1935              |
| Cosmétiques Fragrances                                                    | Parfums Caron                      | 1959             | 1904              |
| Cosmétiques Fragrances                                                    | Parfums Chanel                     | 1984             | 1910              |
| Cosmétiques Fragrances                                                    | Parfums Christian Dior             | 1979             | 1969              |
| Cosmétiques Fragrances                                                    | Parfums Givenchy                   | 1984             | 1957              |
| Cosmétiques Fragrances                                                    | Parfums Hermès                     | 1981             | 1837              |
| Cosmétiques Fragrances                                                    | Rochas                             | 1975             | 1925              |
| Cosmétiques Fragrances                                                    | Yves Saint Laurent Beauté          | 2002             | 2001              |
| Alimentation Gastronomie Restauration                                     | Alain Ducasse                      | 2013             | 2000              |
| Alimentation Gastronomie Restauration                                     | Anne-Sophie Pic                    | 2022             | 2007              |
| Alimentation Gastronomie Restauration                                     | Château d'Estoublon                | 2021             | 1489              |
| Alimentation Gastronomie Restauration                                     | Dalloyau                           | 2001             | 1682              |
| Alimentation Gastronomie Restauration                                     | Guy Savoy                          | 2013             | 1980              |
| Alimentation Gastronomie Restauration                                     | Joël Robuchon                      | 2013             | 2010              |
| Alimentation Gastronomie Restauration                                     | La Maison du chocolat              | 2000             | 1977              |
| Alimentation Gastronomie Restauration                                     | Lenôtre                            | 1984             | 1957              |
| Alimentation Gastronomie Restauration                                     | Pierre Hermé                       | 2009             | 1996              |
| Alimentation Gastronomie Restauration                                     | Potel et Chabot                    | 1973             | 1820              |
| Alimentation Gastronomie Restauration                                     | Taillevent                         | 1992             | 1946              |
| Alimentation Gastronomie Restauration                                     | Yannick Alléno                     | 2022             | 2014              |
| Hôtellerie                                                                | Baumanière Les Baux de Provence    | 1971             | 1947              |
| Hôtellerie                                                                | Cheval Blanc Courchevel            | 2020             | 2006              |
| Hôtellerie                                                                | Les Airelles Courchevel            | 2021             | 1990              |
| Hôtellerie                                                                | Hôtel George-V                     | 2009             | 1928              |
| Hôtellerie                                                                | Hôtel du Palais                    | 2009             | 1855              |
| Hôtellerie                                                                | Le Bristol Paris                   | 1954             | 1925              |
| Hôtellerie                                                                | Le Meurice                         | 2003             | 1835              |
| Hôtellerie                                                                | Les Prés d'Eugénie                 | 2015             | 1961              |
| Hôtellerie                                                                | Plaza Athénée                      | 1966             | 1913              |
| Hôtellerie                                                                | Ritz Paris                         | 1990             | 1898              |
| Cristallerie Joaillerie Orfèverie Porcelaine Horlogerie Luminaires Tissus | Baccarat                           | 1954             | 1764              |
| Cristallerie Joaillerie Orfèverie Porcelaine Horlogerie Luminaires Tissus | Bäumer-Place Vendôme               | 2009             | 1992              |
| Cristallerie Joaillerie Orfèverie Porcelaine Horlogerie Luminaires Tissus | Bernardaud                         | 1964             | 1863              |
| Cristallerie Joaillerie Orfèverie Porcelaine Horlogerie Luminaires Tissus | Breguet                            | 1985             | 1775              |
| Cristallerie Joaillerie Orfèverie Porcelaine Horlogerie Luminaires Tissus | Boucheron                          | 1956             | 1858              |
| Cristallerie Joaillerie Orfèverie Porcelaine Horlogerie Luminaires Tissus | Cartier                            | 1954             | 1847              |
| Cristallerie Joaillerie Orfèverie Porcelaine Horlogerie Luminaires Tissus | Christofle                         | 1954             | 1830              |
| Cristallerie Joaillerie Orfèverie Porcelaine Horlogerie Luminaires Tissus | Delisle                            | 1987             | 1895              |
| Cristallerie Joaillerie Orfèverie Porcelaine Horlogerie Luminaires Tissus | Ercuis                             | 1978             | 1867              |
| Cristallerie Joaillerie Orfèverie Porcelaine Horlogerie Luminaires Tissus | Faïencerie de Gien                 | 1989             | 1821              |
| Cristallerie Joaillerie Orfèverie Porcelaine Horlogerie Luminaires Tissus | Féau Boiseries                     | 2021             | 1875              |
| Cristallerie Joaillerie Orfèverie Porcelaine Horlogerie Luminaires Tissus | Lelièvre Paris                     | 2024             | 1914              |
| Cristallerie Joaillerie Orfèverie Porcelaine Horlogerie Luminaires Tissus | Mellerio                           | 1979             | 1613              |
| Cristallerie Joaillerie Orfèverie Porcelaine Horlogerie Luminaires Tissus | Messika                            | 2025             | 2005              |
| Cristallerie Joaillerie Orfèverie Porcelaine Horlogerie Luminaires Tissus | Puiforcat                          | 1954             | 1820              |
| Cristallerie Joaillerie Orfèverie Porcelaine Horlogerie Luminaires Tissus | Robert Haviland et C. Parlon       | 1984             | 1842              |
| Cristallerie Joaillerie Orfèverie Porcelaine Horlogerie Luminaires Tissus | Saint-Louis                        | 1971             | 1586              |
| Cristallerie Joaillerie Orfèverie Porcelaine Horlogerie Luminaires Tissus | Van Cleef & Arpels                 | 2006             | 1906              |
| Cristallerie Joaillerie Orfèverie Porcelaine Horlogerie Luminaires Tissus | Yves Delorme                       | 2001             | 1845              |
| Haute couture Mode Habillement                                            | Balenciaga                         | 2019             | 1917              |
| Haute couture Mode Habillement                                            | Balmain                            | 1956             | 1945              |
| Haute couture Mode Habillement                                            | Berluti                            | 2002             | 1895              |
| Haute couture Mode Habillement                                            | Bonpoint                           | 2011             | 1975              |
| Haute couture Mode Habillement                                            | Céline                             | 1994             | 1945              |
| Haute couture Mode Habillement                                            | Chanel                             | 1961             | 1910              |
| Haute couture Mode Habillement                                            | Chloé                              | 2007             | 1952              |
| Haute couture Mode Habillement                                            | Christian Dior Couture             | 1954             | 1946              |
| Haute couture Mode Habillement                                            | Christian Louboutin                | 1991             | 2022              |
| Haute couture Mode Habillement                                            | Eres                               | 2009             | 1996              |
| Haute couture Mode Habillement                                            | Givenchy                           | 1956             | 1955              |
| Haute couture Mode Habillement                                            | Pierre Hardy                       | 2009             | 1999              |
| Haute couture Mode Habillement                                            | Hermès                             | 1954             | 1837              |
| Haute couture Mode Habillement                                            | J.M. Weston                        | 2023             | 1891              |
| Haute couture Mode Habillement                                            | Jean Paul Gaultier                 | 2023             | 1982              |
| Haute couture Mode Habillement                                            | Jeanne Lanvin                      | 1959             | 1889              |
| Haute couture Mode Habillement                                            | John Lobb                          | 1994             | 1899              |
| Haute couture Mode Habillement                                            | Leonard                            | 1971             | 1958              |
| Haute couture Mode Habillement                                            | Longchamp                          | 2001             | 1948              |
| Haute couture Mode Habillement                                            | Louis Vuitton                      | 1960             | 1854              |
| Haute couture Mode Habillement                                            | Patou                              | 1961             | 1914              |
| Haute couture Mode Habillement                                            | Saint Laurent                      | 1969             | 1961              |
| Haute couture Mode Habillement                                            | ST Dupont                          | 1972             | 1872              |
| Ingénierie sonore Musique                                                 | Devialet                           | 2021             | 2007              |
| Ingénierie sonore Musique                                                 | Focal JMlab                        | 2024             | 1980              |
| Ingénierie sonore Musique                                                 | Henri Selmer Paris                 | 2019             | 1885              |
| Vins et spiritueux                                                        | Champagne Bollinger                | 1965             | 1829              |
| Vins et spiritueux                                                        | Champagne Charles Heidsieck        | 2020             | 1851              |
| Vins et spiritueux                                                        | Champagne Krug                     | 1985             | 1843              |
| Vins et spiritueux                                                        | Champagne Perrier-Jouët            | 2007             | 1811              |
| Vins et spiritueux                                                        | Champagne Ruinart                  | 2022             | 1729              |
| Vins et spiritueux                                                        | Champagne Veuve Cliquot            | 1985             | 1772              |
| Vins et spiritueux                                                        | Château Cheval Blanc               | 1985             | 1832              |
| Vins et spiritueux                                                        | Château Lafite Rothschild          | 1989             | 1855              |
| Vins et spiritueux                                                        | Château d'Yquem                    | 1980             | 1593              |
| Vins et spiritueux                                                        | Cognac Rémy Martin                 | 1986             | 1724              |
| Vins et spiritueux                                                        | Delamain                           | 2021             | 1763              |
| Vins et spiritueux                                                        | Hennessy                           | 2020             | 1765              |
| Vins et spiritueux                                                        | Martell                            | 2006             | 1715              |

### Institutions culturelles
Dix-sept institutions culturelles partagent les valeurs du comité Colbert et s’y sont associées pour porter ensemble l’image de la France dans le monde.
- Académie de France à Rome - Villa Médicis
- Air France
- Château de Fontainebleau
- Château de Versailles
- Comédie-Française
- Institut de France
- IRCAM (depuis 2015[27])
- La Demeure historique
- Monnaie de Paris
- Sorbonne
- Centre Pompidou
- Les Arts décoratifs (MAD)
- Manufactures nationales - Sèvres & Mobilier national
- Musée du Louvre
- Musée d'Orsay
- Opéra de Paris
- Tour Eiffel

### Membres européens
En 2011, le comité Colbert a ouvert ses portes à des maisons issues d’autres pays européens, dans le cadre notamment de son action auprès de l’Union européenne.
- Delvaux
- Dr Irena Eris
- Herend
- Moser
- Riedel (2015[23])
- Zolotas (2015[23])

### Anciens membres
| Secteur            | Entreprise                | Année d'adhésion | Année de sortie |
| ------------------ | ------------------------- | ---------------- | --------------- |
| Cristallerie       | Daum                      |                  | 2006            |
| Hôtellerie         | Hôtel de Crillon          |                  | 2006            |
| Hôtellerie         | Hôtel Martinez            |                  | 2006            |
| Vins et spiritueux | Champagne Laurent-Perrier |                  | 2006            |